# 埼玉県立所沢中央高等学校
埼玉県立所沢中央高等学校（さいたまけんりつ ところざわちゅうおうこうとうがっこう）は、埼玉県所沢市並木にある全日制普通科、男女共学の公立高等学校。

## 設立経緯
1979年（昭和54年）、所沢市長・同教育委員長連名および、所沢県立高校誘致同盟会が、県知事、県議会、並びに県教育委員会に対して、所沢市内に県立高校新設についての陳情書、請願書を提出する。同年、県議会において請願書が採択され、県知事により所沢市に昭和55年4月に県立高校を新設することが発表された。

## 沿革
- 1980年（昭和55年） - 埼玉県学校設置条例の一部改正により、開校（全日制、普通科、共学、定員270名）。
- 1980年（昭和55年） - プレハブ校舎において開校・入学式を挙行。
- 1981年（昭和56年） - 重層体育館竣工。
- 2008年（平成20年） - ホームルーム棟耐震工事。

## 部活動
部活動は周辺の高校の中ではとても盛んである。
運動部
- ソフトボール部
- 剣道部
- サッカー部
- 柔道部
- 卓球部
- バレーボール部
- アーチェリー部
- 陸上部
- 女子バドミントン部
- 男子バドミントン部
- 女子バスケットボール部
- 男子バスケットボール部
- 硬式野球部
- 女子テニス部
- 男子テニス部

文化部
- 科学部
- 演劇部
- 漫画研究部
- 書道部
- 写真部
- 家庭部
- 吹奏楽部
- 華道部
- 茶道部
- 社会・新聞部
- 美術部
- コンピューター部
- ダンス部

## 著名な卒業生
- 大藤直樹 - 俳優、スタントマン
- 山崎円美 - 女子サッカー選手

## 交通アクセス
- 西武新宿線新所沢駅から徒歩25分、航空公園駅より徒歩30分
- 航空公園駅より西武バス｢並木通り団地｣下車徒歩5分